# Rock the Night: Collectors Edition
Rock the Night: Collectors Edition – album DVD zespołu Europe, wydany w 2004 roku. Album zawierał teledyski grupy z lat 1986–1992, a także zdjęcia i wywiady. W Ameryce Północnej album został wydany pod tytułem Rock the World.

## Lista utworów
1. "The Final Countdown"
2. "Rock the Night"
3. "Carrie"
4. "Cherokee"
5. "Superstitious"
6. "Open Your Heart"
7. "Let the Good Times Rock"
8. "Prisoners in Paradise"
9. "I'll Cry for You"
10. "Halfway to Heaven"

## Skład zespołu
- Joey Tempest – wokal, gitary akustyczne
- Kee Marcello – gitary, wokal wspierający
- John Levén – gitara basowa
- Mic Michaeli – iinstrumenty klawiszowe, wokal wspierający
- Ian Haugland – perkusja, wokal wspierający